# Pseudosesia canarensis
Pseudosesia canarensis is een vlinder uit de familie wespvlinders (Sesiidae), onderfamilie Sesiinae.
Pseudosesia canarensis is voor het eerst wetenschappelijk beschreven door Hampson in 1919. De soort komt voor in het Oriëntaals gebied.